# سندرة

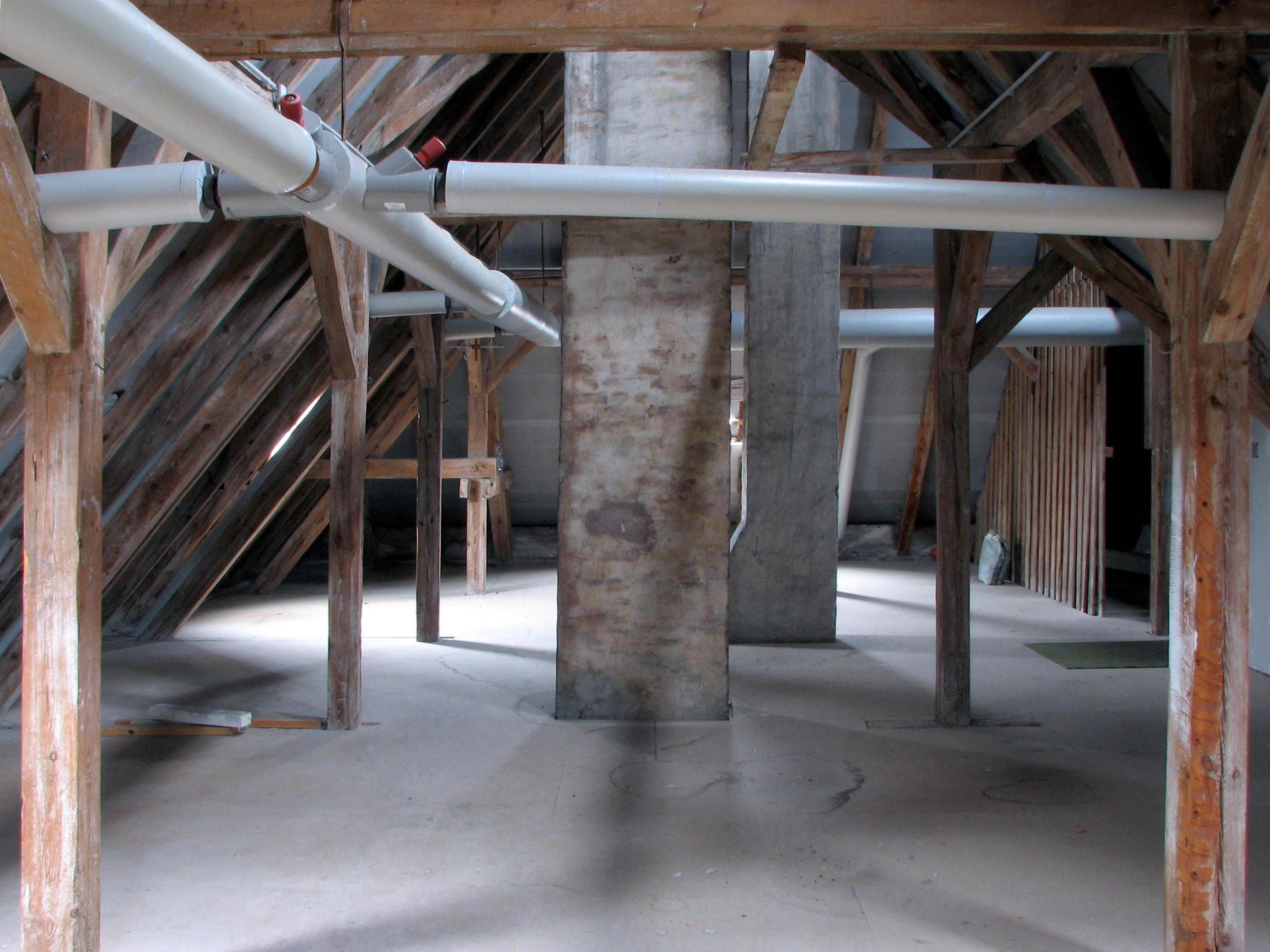
السندرة

السَّنْدَرة (أو الصندرة) أو العِلِّيَّة أو السهوة أو البَرْجَلة مكان على سطح الحجرات في المسكن لحفظ ما لا حاجة إليه في الاستعمال اليومي. كلمة سندرة اصطكها مجمع اللغة العربية بالقاهرة في مصر، وجاء فيه: مكان على سطح الحجرات في المنزل لحفظ ما لا حاجة إلية في الاستعمال اليومي.

## في اللغة
البرجلة وجمعها بَراجل هي غرفة تحت سقف الجلمون.